# Фредерік Орпен Бовер

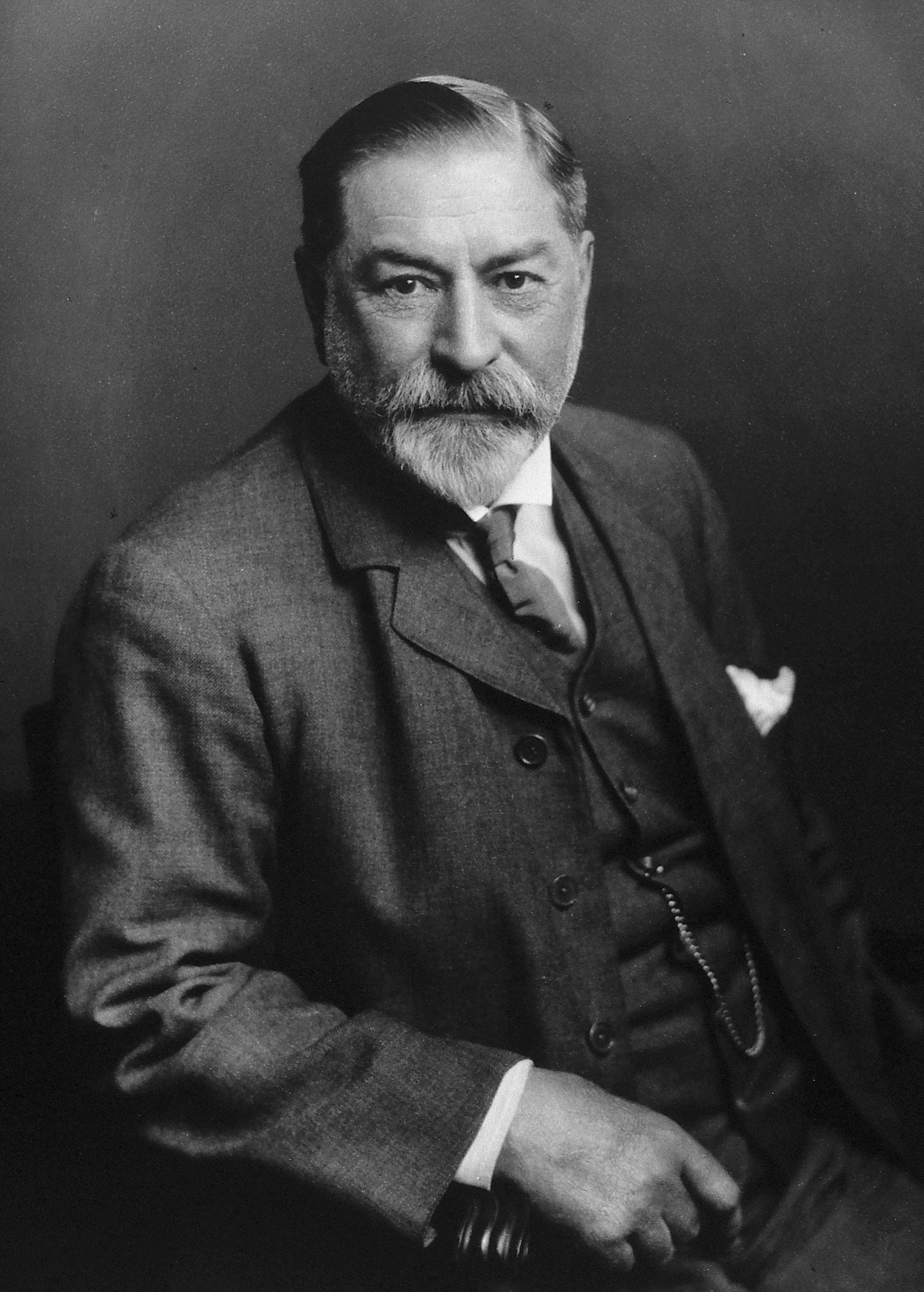
Фредерік Орпен Бовер, 1924 рік

Фредерік Орпен Бовер (англ. Frederick Orpen Bower, 4 листопада 1855 — 11 квітня 1948) — англійський ботанік. 

## Біографія
Бовер народився в Ріпоні, Йоркшир, в сім'ї Авраама Бовера та Корнелії Морріс, сестри видатного ботаніка Френсіса Орпена Морріса. Навчався у школі Repton School в Дербіширі  у Трініті-коледжі, де у 1877 році отримав ступінь магістра.
У 1880 році Бовер отримав посаду асистента викладача ботаніки в Університетському коледжі Лондона під керівництвом Томаса Гакслі. У 1882 році переїхав до Південного Кенсінгтона, де отримав посаду викладача ботаніки. У цей період він разом із Дюкенфілдом Скоттом проводив багато часу у Королівських ботанічних садах в К'ю. У 1885 році Бовер очолив кафедру ботаніки в Університеті Глазго і був там професором до 1925 року.
Бовер ніколи не був одружений. Після виходу на пенсію повернувся в Ріпон, помер там у квітні 1948 року.

## Членство у наукових товариствах
- Член Королівського товариства Единбурга (1886)
- Член Лондонського королівського товариства (1891)
- Член Королівського товариства Бельгії
- Член Академії наук Мюнхена
- Член Королівського датського товариства

## Відзнаки та нагороди
- У 1891 році Бовер був обраний членом Лондонського Королівського товариства[6].
- У 1893–1895 роках був обраний президентом Ботанічного товариства Единбурга[7].
- З 1910 по 1916 рік був віце-президентом Королівського товариства Единбурга, а з 1919 по 1924 рік президентом цього товариства[8].
- У 1909 році нагороджений Медаллю Ліннея, а у 1938 році Медаллю Дарвіна[9].
- У 1929–1930 роках Бовер був президентом Британської наукової асоціації[10].

## Архіви
Архіви Фредеріка Орпена Бовера зберігаються в архіві Університету Глазго (GUAS).

## Публікації
- Practical Botany for Beginners (1894)
- The Origin of a Land Flora (1908)
- Plant Life of Land (1911)
- The Ferns, у 3 томах (1923–28)
- Plants and Man (1925)
- Size and Form in Plants (1930)
- Primitive Land Plants (1935)[5]
- Sixty Years of Botany in Britain, 1875-1935 (1938)[11]